# Jüdische Gemeinde Weener

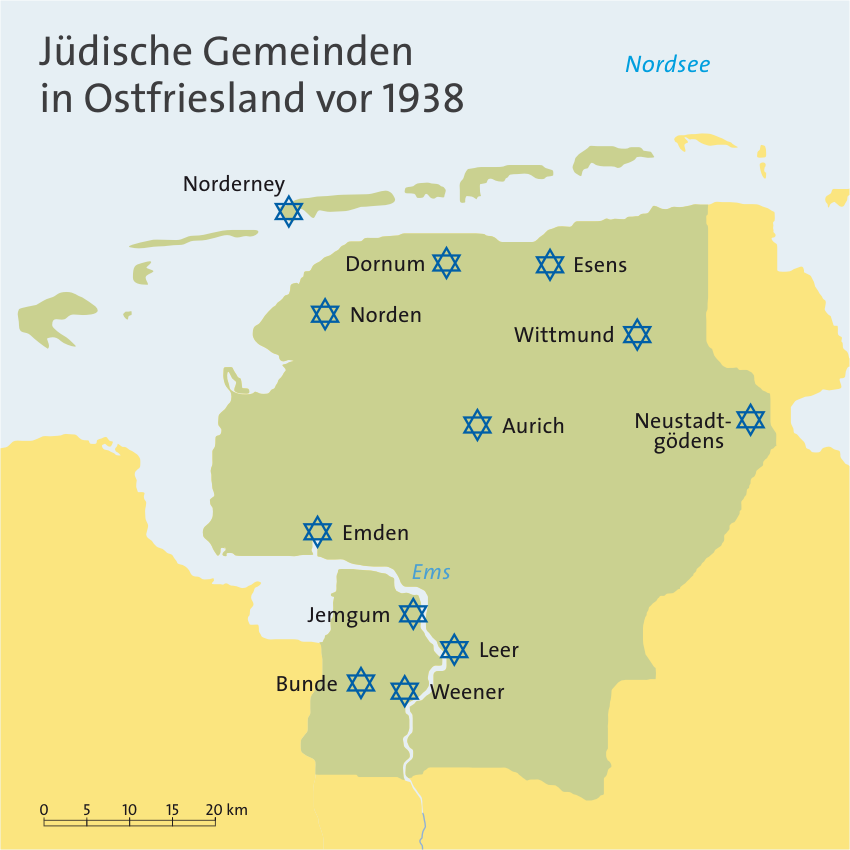
Lage der jüdischen Gemeinden in Ostfriesland vor 1938

Die jüdische Gemeinde in Weener bestand vom 17. Jahrhundert bis zum 7. April 1942. Laut Statut vom 31. Juli 1921 umfasste die Gemeinde diejenigen Juden, die in Weener, Weenermoor, St. Georgiwold, Kirchborgum, Holthusen, Smarlingen, Tichelwarf, Stapelmoor, Diele, Vellage und Halte lebten. Die Juden in Weener stellten, bezogen auf die Einwohnerzahl des Ortes, einen hohen prozentualen jüdischen Bevölkerungsanteil in Ostfriesland, 1925 lag der Anteil bei 3,5 % der Gesamtbevölkerung von Weener. Erstmals ließen sich Juden gegen Ende des Dreißigjährigen Krieges im Ort nieder, nahmen am örtlichen Leben teil und waren Mitglieder verschiedener dörflicher Vereine. Nach 1933 ausgegrenzt und verfolgt, emigrierten viele von ihnen. Mindestens 48 jüdische Einwohner wurden im Holocaust ermordet. Nach dem Zweiten Weltkrieg lebte nur noch ein zurückgekehrter Jude in Weener.

## Geschichte der Jüdischen Gemeinde in Weener

### Vom 17. Jahrhundert bis zum Kaiserreich
Die ersten jüdischen Einwohner lassen sich um 1645 in Weener nachweisen. In der Folgezeit wuchs die Gemeinde rasch an. Die Gottesdienste fanden in dieser Zeit in einem Lokal an der Westerstraße statt.
Bis 1670 nutzten die Juden von Bunde, Weener, Jemgum und Stapelmoor den Friedhof der Emder Gemeinde mit. In diesem Jahr wandten sich dann die Vertreter der Rheiderländischen Juden an die Fürstin Christine Charlotte und baten darum, „in Gnaden zu consentiren, daß wyr unser endts in besagtem Ambte (Leerort) etwa ein halb oder gantz Diemat Landes vor ziemlichen Preiß an uns mogen erkaufen und selbiges zu einem Gottesacker vor unsere Todten benutzen dürfen“.

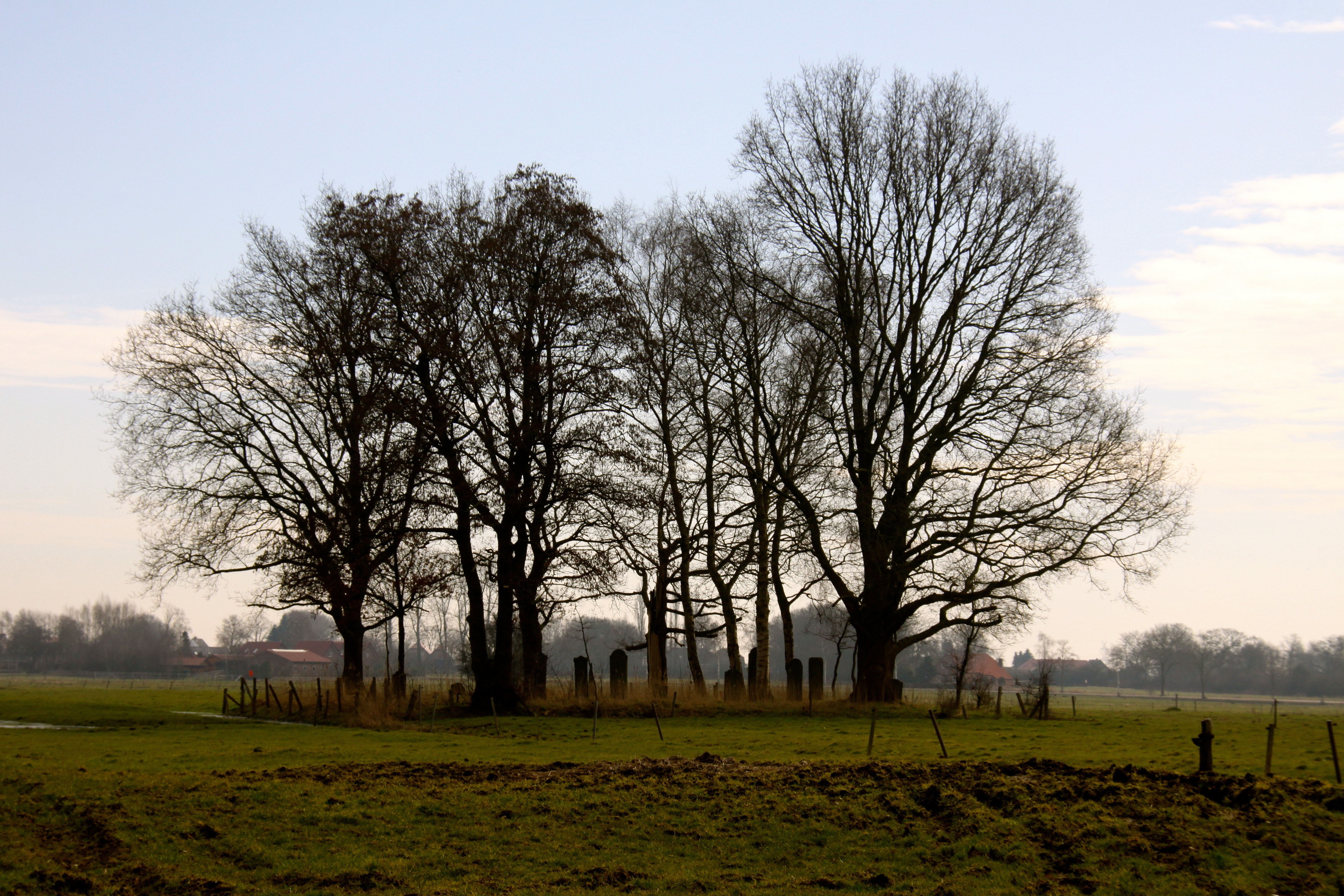
Der jüdische Friedhof in Smarlingen

Diese Bitte wurde von der Fürstin schon nach einem Tag positiv beantwortet, die ihren Beamten in Leerort anwies, die Juden bei ihrem Landkauf zu unterstützen und dafür zu sorgen, dass sie nicht benachteiligt wurden. Daraufhin kauften die Rheiderländer Juden ein Grundstück in Smarlingen zwischen Weener und Holthusen und legten dort einen Friedhof an, der bis 1848 genutzt wurde. Ab 1850 wurden die Toten auf dem näher zur Stadt gelegenen Friedhof an der Graf-Ulrich-Straße bestattet. 1928/29 wurde der alte Friedhof instand gesetzt.
Um 1828 begannen die Planungen zum Bau einer eigenen Synagoge. Am 3. Juli 1828 konnte die jüdische Gemeinde in Weener dafür ein Grundstück an der Westerstraße (1933–2008: Hindenburgstrasse) erwerben, auf dem zur Jahreswende 1828/29 die Synagoge errichtet wurde. Kurz darauf wurde der Bau einer Lehrerwohnung erforderlich. Sie wurde 1837 in unmittelbarer Nähe der Synagoge an der Westerstraße errichtet. Zwischen den beiden Gebäuden wurde 1853 die jüdische Schule errichtet, die bis 1924 genutzt wurde; das Gebäude selbst ist bis heute erhalten.
Im Jahr 1876 gründete sich in Weener eine Israelitische Kranken- und Beerdigungsbruderschaft, die sich um die Krankenpflege und das Bestattungswesen der jüdischen Gemeinde kümmerte. Weitere Vereine waren der Israelitische Frauenverein, der sich hilfebedürftiger Frauen und Mädchen annahm; ab 1929 gab es darüber hinaus den Frauenverein zur Verschönerung der Synagoge.
1887 musste die Lehrerwohnung abgebrochen und durch ein neues Gebäude an gleicher Stelle ersetzt werden. Zusätzlich zur Lehrerwohnung enthielt das Gebäude das Jüdische Ritualbad und das Gemeindezimmer.

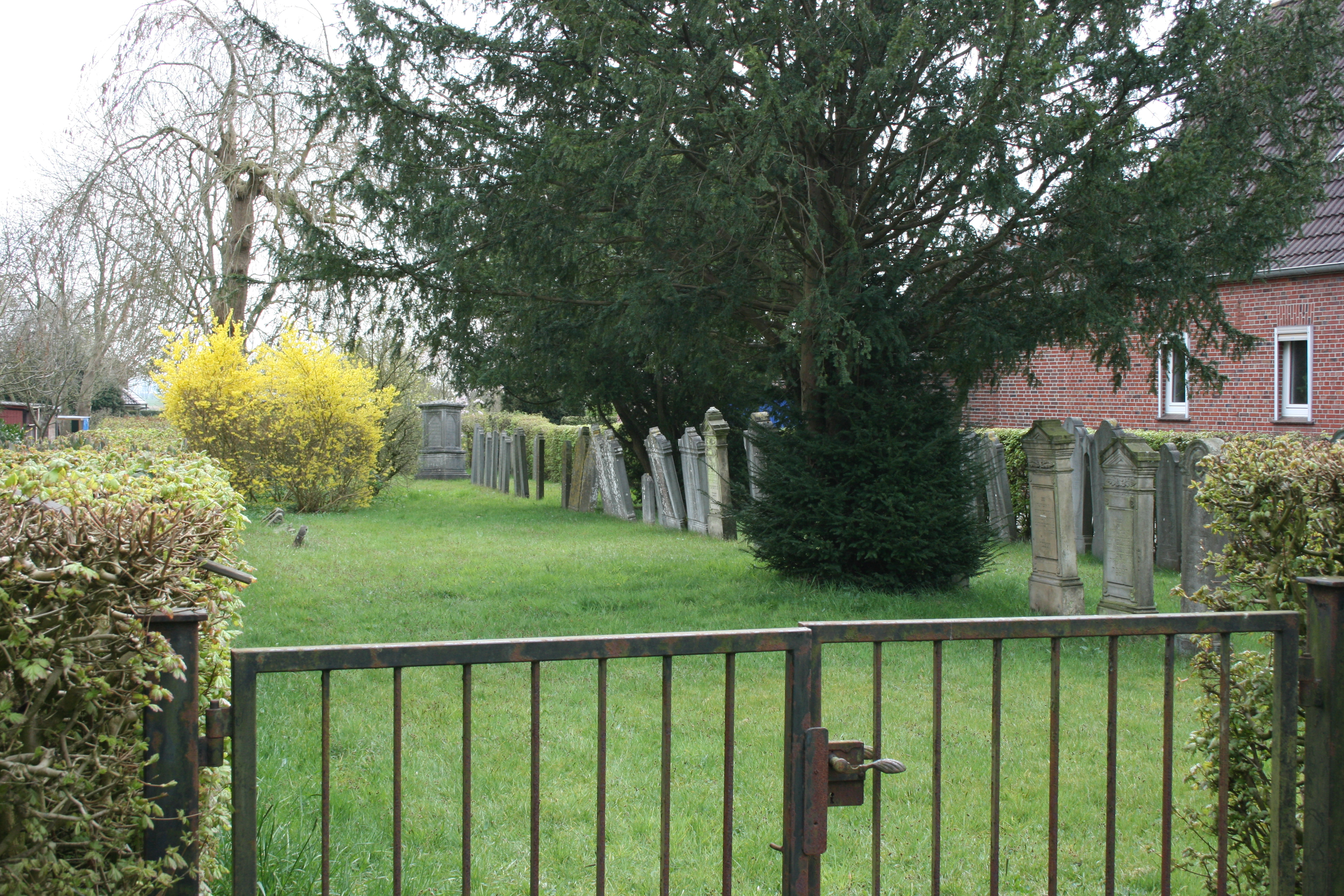
Der jüdische Friedhof an der Graf-Ulrich-Straße

1896 legte die jüdische Gemeinde in Weener einen weiteren Friedhof an, der noch näher zum Stadtgebiet an der Graf-Edzard-Straße lag. Dieser Friedhof wurde noch nach dem Ende der jüdischen Gemeinde von Weener genutzt. Die letzte Beerdigung fand dort 1982 statt, als der letzte jüdische Einwohner von Weener, der 1957 in seine Heimatstadt zurückgekehrt war, zu Grabe getragen wurde.

### Erster Weltkrieg und Weimarer Republik
Im Ersten Weltkrieg zeichnete die jüdische Gemeinde – wie andere Verbände und Organisationen – Kriegsanleihen, wofür sie sich sogar verschuldete. Von den jüdischen Soldaten aus Weener fielen drei im Krieg. Sie wurden mit den anderen gefallenen Soldaten aus Weener auf dem Kriegerdenkmal geehrt. Drei Juden erhielten Auszeichnungen.
Die Zahl der Mitglieder der jüdischen Gemeinde blieb in den Jahren des Ersten Weltkrieges konstant bei 204 Personen. Während der Weimarer Republik sank sie infolge eines Geburtenrückganges bis 1925 auf 152 Personen. Der starke Geburtenrückgang hatte auch zur Folge, dass die jüdische Schule 1924 geschlossen wurde, als nur noch vier Kinder die Einrichtung besuchten. Diese wurden ab 1925 in der katholischen Schule unterrichtet, erhielten aber ihren Religionsunterricht weiterhin innerhalb der jüdischen Gemeinde.
1928 wurde die Synagoge renoviert und mit einer Feier zum einhundertjährigen Bestehen, an der auch Bürger anderen Glaubens teilnahmen, wieder ihrer Bestimmung übergeben. Zu diesem Anlass publizierte der Synagogenverband eine Denkschrift, die über die Geschichte der Gemeinde und das Gemeindeleben informierte.
Abwanderung und niedrige Geburtenraten ließen die Zahl der jüdischen Einwohner Weeners bis 1933 weiter auf 123 Personen sinken.

### Die ersten Jahre der Zeit des Nationalsozialismus, 1933–1937
Nach der Machtübernahme der Nationalsozialisten im Jahre 1933 begann auch für die Juden in Weener das Zeitalter der Verfolgung. Zwei Monate nach der „Machtergreifung“ wurde am 28. März 1933 von der NSDAP-Parteileitung der Boykott jüdischer Geschäfte angeordnet, „als Antwort gegen die Boykott- und Greuelhetze der Juden im In- und Ausland“. Am selben Tag erließ Anton Bleeker, der SA-Standartenführer in Aurich (für Oldenburg-Ostfriesland ab Juli 1934), ein Schächtverbot für alle ostfriesischen Schlachthöfe und ordnete die Verbrennung aller Schächtmesser an. Die SA von Weener konfiszierte daraufhin die Schächtmesser in der Wohnung des Koscher-Schlachters, Synagogendieners und Vorsängers Simon Cossen sowie die bei Prediger Boley lagernden Beschneidungsmesser. Die Messer wurden anschließend öffentlich verbrannt und die Überreste im Eisenbahndock versenkt.
Am 1. April wurde die Bevölkerung von Weener in einem langen Artikel der Rheiderland-Zeitung über die Boykottaufrufe informiert, in dem es hieß, ab Sonnabend, dem 1. April 1933, vormittags um 10 Uhr, solle niemand mehr in jüdischen Geschäften kaufen. In einer am selben Tag geschalteten Anzeige mit dem NS-Emblem hieß es, dass
1. kein Deutscher weder in jüdischen Geschäften noch bei jüdischen Reisenden mehr kaufen,
2. kein deutscher Landwirt weder an einen jüdischen Vieh- oder Fellhändler etwas verkaufen, noch von ihm kaufen solle,
3. bei Verstoß gegen diese Anordnungen der Ausschluss aus den Reihen der deutschen nationalen Bewegung erfolge und die betreffende Person dann ebenfalls boykottiert werde.

Zur Unterstützung des Boykotts hatte die SA an allen in das Zentrum von Weener führenden Straßen große Transparente gespannt, auf denen geschrieben stand: „Deutsche, kauft nicht bei Juden“. Weiterhin zog die SA-Gruppe Weener unter Musikbegleitung durch den Ort und hielt anschließend auf dem Platz vor der „Memmingaburg“ eine Protestkundgebung ab. Hier wurden mehrere Reden gehalten, in denen die Anwesenden aufgefordert wurden, politische Einigkeit zu zeigen, wie sie in Weener am 5. März, dem Tag der Reichstagswahl, in Weener schon einmal bewiesen worden sei. Die Aktionen sollten diszipliniert ablaufen, denn keinem Juden solle ein Haar gekrümmt werden. Trotzdem solle den Juden deutlich gemacht werden, worum es ging. Die Reaktion der jüdischen Bevölkerung auf die Boykottaufrufe waren sehr unterschiedlich. Sie reichte vom heimlichen Weiterbetrieb der Geschäfte über die Hinterhöfe oder dem Verkauf zu nächtlichen Zeiten bis hin zu dem Kuriosum, dass der jüdische Schlachter Amos Moritz de Vries am Montag, dem 3. April 1933, ein Inserat in der örtlichen Zeitung schaltete: „Rind- und Mastkalbfleisch, streng reelle Bedienung und immer gleich gut.“
Der Boykott wurde am 5. April offiziell beendet, da die Hetze inzwischen vollständig verstummt sei.
Dennoch wurde die Diskriminierung mittels Propaganda, Verordnungen und Gesetzen weiter betrieben. Ab 1935 wurde auf dem Viehmarkt in Weener ein Teil für die jüdischen Händler „reserviert“, dessen Zugang jedoch so überwacht wurde, dass kein Händler sie in Anspruch nahm. Dadurch verschlechterte sich die ökonomische Lage der Inhaber. Im selben Jahr veröffentlichte die Ostfriesische Tageszeitung am 20. Juli den Aufruf „Volksgenossen, kauft nicht in folgenden jüdischen Geschäften“ und führte alle noch in den Orten Ostfrieslands bestehenden jüdischen Geschäfte auf. Für Weener wurden darin 23 jüdische Geschäfte genannt, zwei Drittel von ihnen waren im Viehhandel tätig, sechs als Schlachter.
1935 beschwerte sich Amos Moritz de Vries, der schon 1933 gegen den Boykott jüdischer Geschäfte angetreten war, beim Reichswirtschaftsminister. In dem – auf seinem Grundstück aufgestellten – Stürmer-Kasten war ein Anschlag angebracht worden, auf dem zu lesen war: „Wer noch beim Juden kauft, wird öffentlich bekannt gemacht werden.“ In seiner Beschwerde wies de Vries auf einen Presseartikel hin, wonach ein Boykott jüdischer Geschäfte unzulässig sei. Dieser Beschwerde wurde vom Reichswirtschaftsministerium entsprochen, und der Anschlag musste entfernt werden. De Vries wurde jedoch umgehend verhaftet und in das Konzentrationslager Esterwegen verbracht, wo er unter Folter „gestand“, den Kasten umgeworfen und beim Reichswirtschaftsministerium eine Falschaussage getätigt zu haben. Er wurde nach Interventionen seiner Frau, vieler Bekannter und alter Kriegskameraden aus dem KZ entlassen und floh über die Niederlande und Großbritannien in die Vereinigten Staaten. Seine Frau und seine drei Kinder wurden später von den Nationalsozialisten ermordet.

### „Reichspogromnacht“ 1938

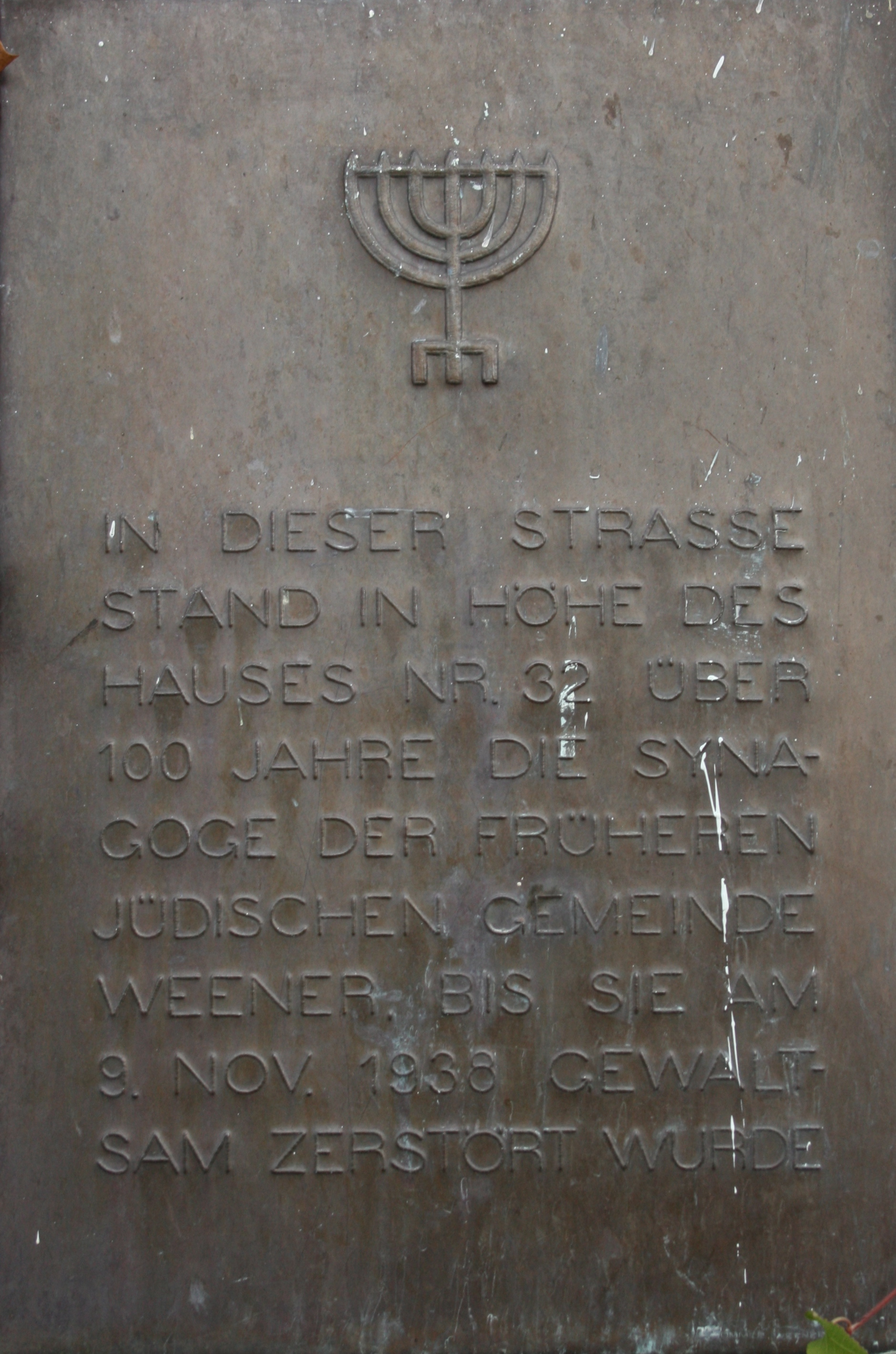
Hinweisschild an der Westerstraße

In der Nacht vom 9. auf den 10. November 1938 kam es auch in Weener zu den von der Reichsleitung der Nationalsozialisten befohlenen Ausschreitungen gegen die Juden, die später als „Reichskristallnacht“, „Reichspogromnacht“ oder Novemberpogrome 1938 bezeichnet wurden. Erich Drescher, Bürgermeister der Stadt Leer, wurde von der Gauleitung Oldenburg zu Hause angerufen und in groben Zügen über die geplanten Aktionen informiert. Zusammen mit seinem Neffen, der zufällig zu Besuch weilte, wurde er von seinem Fahrer zum Rathaus gebracht, wo er mit dem Standartenführer Friedrich Meyer eine Unterredung führte, die der Abstimmung der Aufgabenbereiche diente. Beide wurden in dieser Nacht, wahrscheinlich unabhängig voneinander, über die Vorgänge informiert.
Meyer begab sich nach dem Gespräch nach Weener, um die Aktionen zu koordinieren. Der örtliche Polizeihauptwachtmeister J. Verlaat war vorher telefonisch von der SA-Standarte in Leer darüber informiert worden, dass die Synagoge in Brand gesetzt werden würde. Sturmbannführer Lahmeyer wurde vom Standartenführer Friedrich Meyer geweckt und instruiert, worauf dieser die örtlichen SA-Mitglieder zusammenrufen ließ und telefonisch bei einer Tankstelle an der Hindenburgstraße (seit 2009: Westerstraße) die Lieferung von Benzin bestellte. Dieses wurde anschließend in die Synagoge gebracht und um 4:30 Uhr angezündet. Die alarmierte Feuerwehr beschränkte sich auf Geheiß der SA darauf, ein Übergreifen der Flammen auf umliegende Häuser zu verhindern. Die Synagoge brannte daraufhin bis auf die Grundmauern nieder.
Parallel dazu bereiteten sich SA-Truppen auf die Verhaftung aller Juden aus Weener vor und sammelten sich auf dem Appellplatz vor der „Memmingaburg“. Dort erhielten sie ihre Befehle, die Juden zu verhaften und Wertsachen zu beschlagnahmen. Kurz darauf drangen die SA-Trupps in die Wohnungen der Juden ein und führten die Bewohner in das örtliche Polizeigefängnis. Als dieses nicht mehr ausreichte, sperrte man die Juden in der Verwaltungsstelle des Arbeitsamtes ein. Gegen Mittag des darauffolgenden Tages wurden die Frauen entlassen und die Männer mit Lastwagen nach Leer zum städtischen Viehhof transportiert. Von dort aus wurden sie, zusammen mit etwa 200 anderen jüdischen Ostfriesen, nach Oldenburg überführt. Dort wurden sie in einer Kaserne zusammengetrieben. Etwa tausend jüdische Ostfriesen, Oldenburger und Bremer wurden dann mit einem Zug in das KZ Sachsenhausen nördlich von Berlin gebracht. Sie blieben bis Dezember 1938 oder Anfang 1939 in den Lagern inhaftiert. Nach und nach wurden sie wieder freigelassen.
Die örtliche Zeitung berichtete am 10. November 1938 in der Rubrik „Mitteilungen und Notizen“ über die Aktionen: „Demonstrationen gegen die Juden. Infolge der feigen jüdischen Mordtat in Paris kam es auch hier in den frühen Morgenstunden zu Demonstrationen gegen die Juden“. Das Attentat von Herschel Grynszpan am 7. November auf den der NSDAP angehörenden Legationssekretär Ernst Eduard vom Rath, der am 9. November seinen Verletzungen erlag, diente als Vorwand für die Pogrome.

### Vertreibung und Mord 1938–1945
Nach den Novemberpogromen löste sich die Jüdische Gemeinde in Weener schnell auf. Wohnten im Dezember 1938 noch mehr als siebzig Juden im Ort, sank diese Zahl auf fünfzig Personen im ersten Quartal 1939, und auf 37 Personen im September. Der Vorsteher der Gemeinde floh am 29. August 1939 in die Niederlande. Die jüdische Gemeinde war nun nicht mehr Körperschaft öffentlichen Rechts, sondern wurde nun als „Jüdische Kultusvereinigung e. V.“ in das Weeneraner Vereinsregister eingetragen. Am 7. April 1942 meldete der Landrat des Kreises Leer dem Regierungspräsidenten die Auswanderung der letzten jüdischen Einwohnerin von Stapelmoor, das zur jüdischen Gemeinde Weener gehört hatte. Damit konnte Weener für „judenfrei“ erklärt werden.
Von den 123 Juden, die 1933 in Weener lebten, starben zwölf dort eines natürlichen Todes, 24 wanderten in Exilländer in Übersee aus, 16 davon in südamerikanische Länder. Auch drei Juden, die in die Niederlande geflohen waren, überlebten den Holocaust. Mindestens 48 fanden den Tod in Konzentrationslagern oder bei Deportationen. Das Schicksal der übrigen ist unbekannt.

### Nach dem Krieg

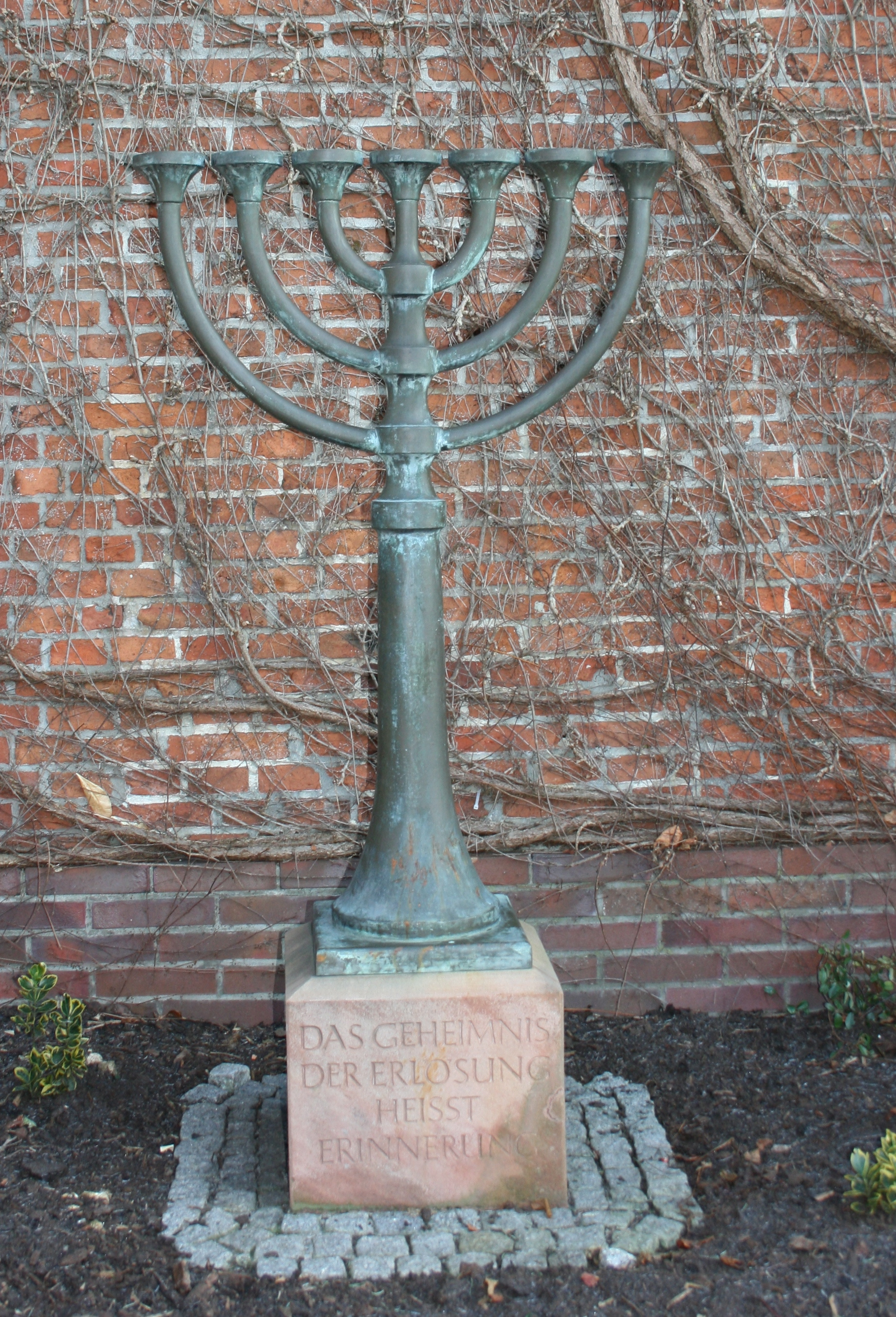
Denkmal an der Westerstraße

Von den jüdischen Einwohnern kehrte nur Samuel Lazarus aus Stapelmoor 1957 wieder in seine frühere Wohnung zurück. Er starb 1982 als letzter jüdischer Einwohner von Weener und wurde auf dem Friedhof an der Graf-Edzard-Straße beerdigt.
Die Friedhöfe wurden 1953 an die Jewish Trust Corporation übertragen. Diese übergab sie 1960 dem Landesverband der Jüdischen Gemeinden von Niedersachsen. Die Friedhöfe sind nach der Zeit des Nationalsozialismus mehrfach instand gesetzt worden. Ihre Pflege wurde in der Folgezeit teils von Privatpersonen, teils vom Turn- und Sportverein Weener oder der Gesellschaft für Christlich-Jüdische Zusammenarbeit übernommen.
An der Stelle, wo früher die Synagoge gestanden hatte, errichtete die Stadt 1990 eine siebenarmige Menora, am ehemaligen Lehrerhaus wurde im selben Jahr eine Gedenktafel angebracht.

## Juristische Aufarbeitung der Zeit des Nationalsozialismus
Die Prozesse gegen die Hauptverantwortlichen für die Novemberpogrome 1938 in Weener wurden 1949 vor einem Schwurgericht in Aurich geführt. Die Anklagepunkte lauteten auf Landfriedensbruch, Brandstiftung, Freiheitsberaubung und Verbrechen gegen die Menschlichkeit. Vor Gericht standen acht Angeklagte. Der ehemalige Sturmbannführer Lahmeyer wurde zu einem Jahr und drei Monaten Gefängnis verurteilt, da er die Anordnungen weitergegeben hatte. Diese Strafe musste er jedoch nicht antreten, da seine Untersuchungs- und Internierungshaft von insgesamt drei Jahren und neun Monaten voll angerechnet wurde. Die anderen Angeklagten erhielten Freiheitsstrafen zwischen einem und vier Monaten.
Laut einem Zeitungsbericht befand der Landgerichtsdirektor, dass keinem der Angeklagten der Ruf eines Fanatikers vorausgegangen sei. „Die von der SA gehaltene Aktion sei hier nur im engsten befohlenen Rahmen durchgeführt worden, ohne daß sie im allgemeinen von den Angeklagten gebilligt worden sei.“

## Historische Entwicklung
Die jüdische Gemeinde in Weener war, bezogen auf die Einwohnerzahl des Ortes, immer eine der größten in Ostfriesland. 1925 stellte sie 3,5 % der Gesamtbevölkerung von Weener.
| Jahr            | Gemeindemitglieder |
| --------------- | ------------------ |
| 1802            | 11 Personen        |
| 1867            | 183 Personen       |
| 1885            | 231 Personen       |
| 1905            | 175 Personen       |
| 1925            | 152 Personen       |
| 1930            | 142 Personen       |
| 1933            | 123 Personen       |
| 1938 Dezember   | 70 Personen        |
| 1939 1. Quartal | 50 Personen        |
| 1939 September  | 37 Personen        |
| 1942 7. April   | 0 Personen         |

## Gedenkstätten

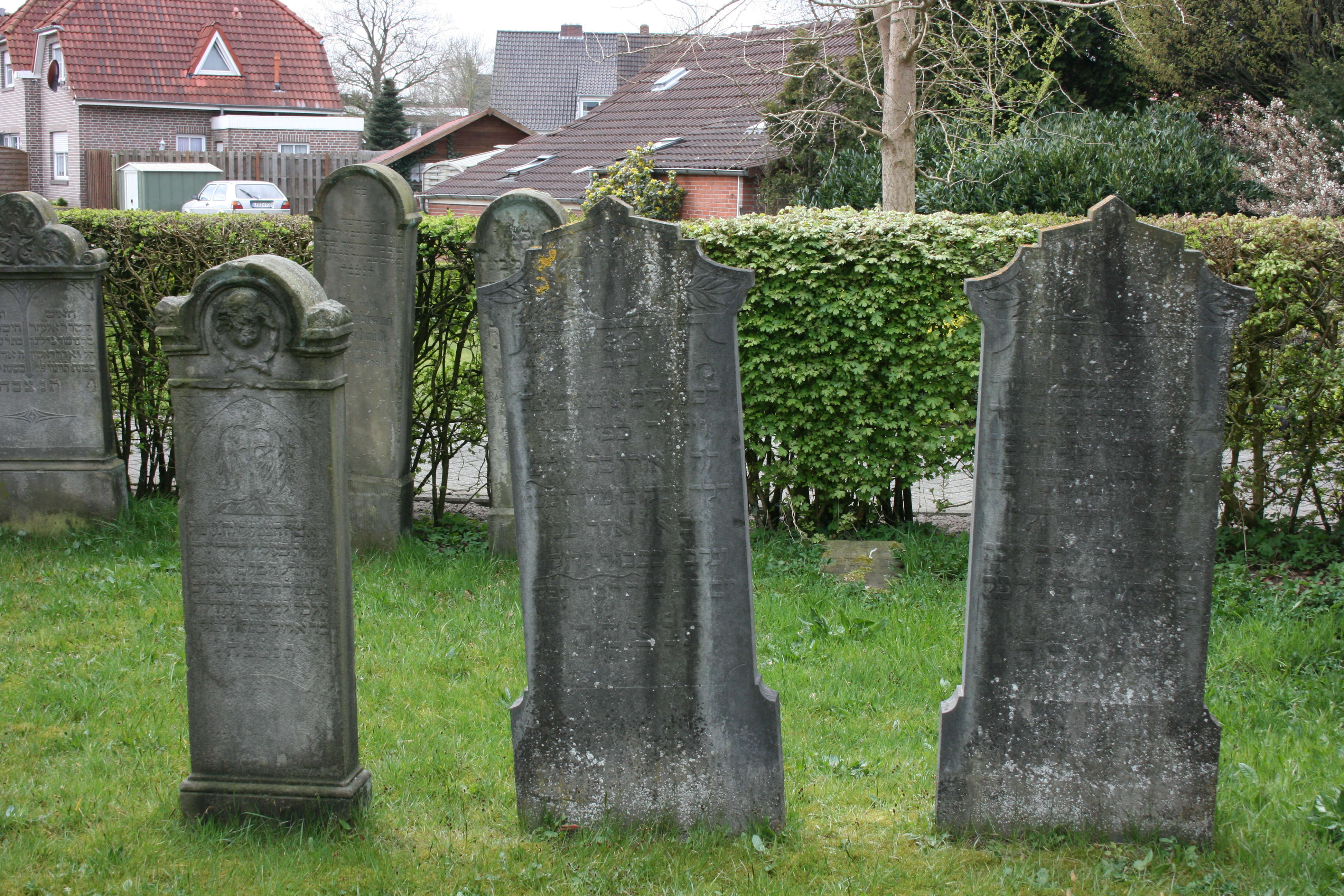
Grabsteine auf dem jüdischen Friedhof an der Graf-Ulrich-Straße

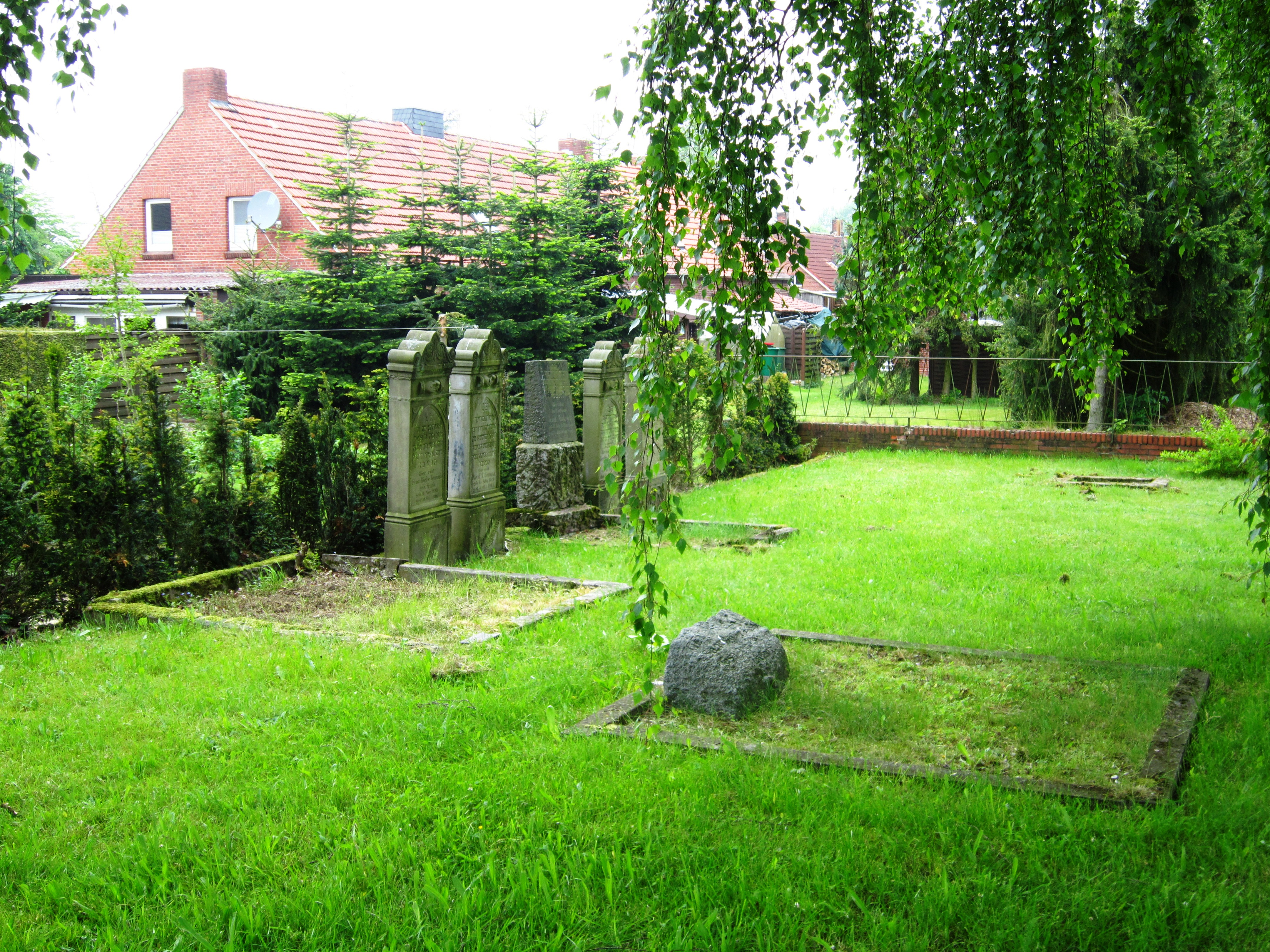
Jüdischer Friedhof an der Graf-Edzard-Straße

- jüdischer Friedhof in Smarlingen zwischen Weener und Holthusen
- jüdischer Friedhof an der Graf-Ulrich-Straße
- jüdischer Friedhof an der Graf-Edzard-Straße
- Gedenkstein für die niedergebrannte Synagoge an der Westerstraße 32
- Gedenktafel am ehemaligen Lehrerhaus
- Stolpersteine in Weener, siehe Liste der Stolpersteine in Weener